# لاري كرامر (مدرس)
لاري كرامر (بالإنجليزية: Larry Kramer)‏ هو مدرس أمريكي، ولد في 23 يونيو 1958 في شيكاغو في الولايات المتحدة.